# せり込み蝶六
せり込み蝶六（せりこみちょうろく） は、富山県（越中国）魚津市で歌い継がれている富山県を代表する民謡の一つである。この民謡は、毎年8月初旬に開催される、じゃんとこい魚津まつり最終日のせり込み蝶六街流しにて唄い踊られる。

## 来歴
この民謡は浄土真宗の仏教口説きを起源とし、江戸時代に越後国の瞽女唄の影響により変化したものを、毎年お盆に寺や神社の境内で扇子や提灯、傘などを持って祖先の御霊と豊作を祈って踊りあかしたのが始まりとされる。1946年（昭和21年）にせり込み蝶六保存会が発足し、同年富山県民謡大会に出場。この時民謡研究家町田嘉章によって「せり込み蝶六」と名づけられた。同年11月には、魚津せり込み蝶六保存会も設立され、1963年（昭和38年）4月1日には魚津市の無形民俗文化財に指定されている。
なお「せり込み蝶六」とは、「口速や（くちばや）」という意味を表すせり込みと、「ちょろける（不安定な状態で揺れるの意）」が訛ったものと言われる蝶六が合わさった言葉であるが、蝶六のいわれについては定かではない。

## 唄
唄（音頭）には正調舞台音頭（魚津四季）、本唄古代神、二十八日口徳（歓喜嘆）、口説き節などがあり、「じゃんとこーい、じゃんとこーい」と囃子（合いの手）が入る。演奏（地方）には、三味線、胡弓、太鼓、鉦が用いられる。2012年（平成24年）には新たに保存会の唄の責任者によって、魚津の風景を春夏秋冬それぞれに綴った唄を作詞し、街流しにて初披露された。

## 踊り
両手に扇子を持って、激しい音頭のリズムに合わせて、極楽蝶が舞うように踊る扇子踊りがもっともよく踊られるが、提灯や傘、花笠などを使用する踊りや、手踊りなどがある。
- 扇子踊り（勢振り踊り・けはん結び・川崎づくし・波踊り）
- 提灯踊り
- 花笠踊り
- 蛇の目踊り
- 菅笠踊り
- 手踊り（勢振り・山中踊り）

また現在では踊られなくなったものとして、たすき踊り・刀踊り・姿見踊りなどがある。

## せり込み蝶六を用いた（関連の）祭り

### じゃんとこい魚津まつり
毎年8月第1金曜日から3日間に渡って開催される「じゃんとこい魚津まつり」最終日のせり込み蝶六街流しにて、地元住民、地元企業、各種団体のグループなど3000人前後が保存会の生唄と生演奏に合わせて約3時間に亘り踊り流し、最後に保存会による唄と踊りが披露される。なお2006年（平成18年）には、「とやまの文化財百選（とやまの祭り百選部門）」に選定されている。

### よっしゃ来い!!CHOUROKUまつり
2013年（平成25年）5月18日に第1回が開催され、以降毎年5月下旬にあいの風とやま鉄道魚津駅前通りと魚津市役所前公園にて行われているイベントで、正調のせり込み蝶六ではないが、YOSAKOI（よさこい）のように「せり込み蝶六」をアレンジした曲に乗せて踊る。「よっしゃ来い!!CHOUROKUコンクール」、「よっしゃ来い!!CHOUROKU総踊り」やたてもんの曳き回しなどが行われている。2016年（平成28年）2月には実行委員会が、地域再生大賞優秀賞を受賞している。

## その他
魚津市内を走行するあいの風とやま鉄道では、2017年（平成29年）4月2日の新旅客案内システム使用開始にあたり、各駅独自の到着メロディも導入したが、魚津駅については魚津市が「せり込み蝶六」をアレンジした10秒以内の作品という条件で一般公募し、全国から応募があった79曲のなかから、東京都内の男性が作曲した「Uozu_Chime」が採用されている。
なお、同曲のほか、別の東京都内の男性が作曲した「せり込み蝶六～踊躍歓喜（ゆやくかんぎ）～」が審査員特別賞を受賞し、予備音源として市に提供されている。